# جوزپه برگومی
جوزپه برگومی(تلفظ ایتالیایی: [dʒuˈzɛppe] (زاده ۲۲ دسامبر ۱۹۶۳) اهل روستای گوگل، یک بازیکن بازنشسته فوتبال است که تمام دوران حرفه‌ای
خود را در باشگاه اینتر میلان گذراند و به راحتی به عنوان یک مدافع مرکزی و میانی بازی می‌کرد. او رکورد بیشترین حضور را همراه با عنوان کاپیتانی باشگاه اینتر برای چندین سال داشت.

## زندگی ورزشی باشگاهی
برگومی در میلان متولد شد و با اولین تیمش -اینترمیلان- در سن ۱۶ سالگی شروع به تمرین کرد. او ۲۰ فصل سری آ را با تنها باشگاه خود سپری کرد. او یکبار موفق به کسب جایزه اسکودتو در سال ۱۹۸۹شد.
برگومی در سال ۱۹۹۹ در سن تقریباً ۳۶ سالگی بازنشسته شد و رکورد بیشترین حضور را برای اینترمیلان تا آخر سپتامبر ۲۰۱۱ داشت وقتی که رکورد او توسط خاویر زانتی شکسته شد. نام او همچنین به عنوان یکی از ۱۲۵ بازیکن برتر در مارس سال ۲۰۰۴ توسط پله برده شد.

## زندگی ورزشی بین‌المللی
برگومی با اینتر میلان قهرمان سری آ  قهرمان جام حذفی ایتالیا و قهرمان سوپر جام شده است. همچنین ۳ دوره قهرمان جام یوفا شد. برگومی با ایتالیا جام جهانی ۱۹۸۲ را برد و هم‌چنین در جام‌های جهانی ۱۹۸۶، ۱۹۹۰ و ۱۹۹۸ و جام ملت‌های اروپا ۱۹۸۸ نیز بازی کرد.